# Wolfgang Heinrich Ernst von Klüx

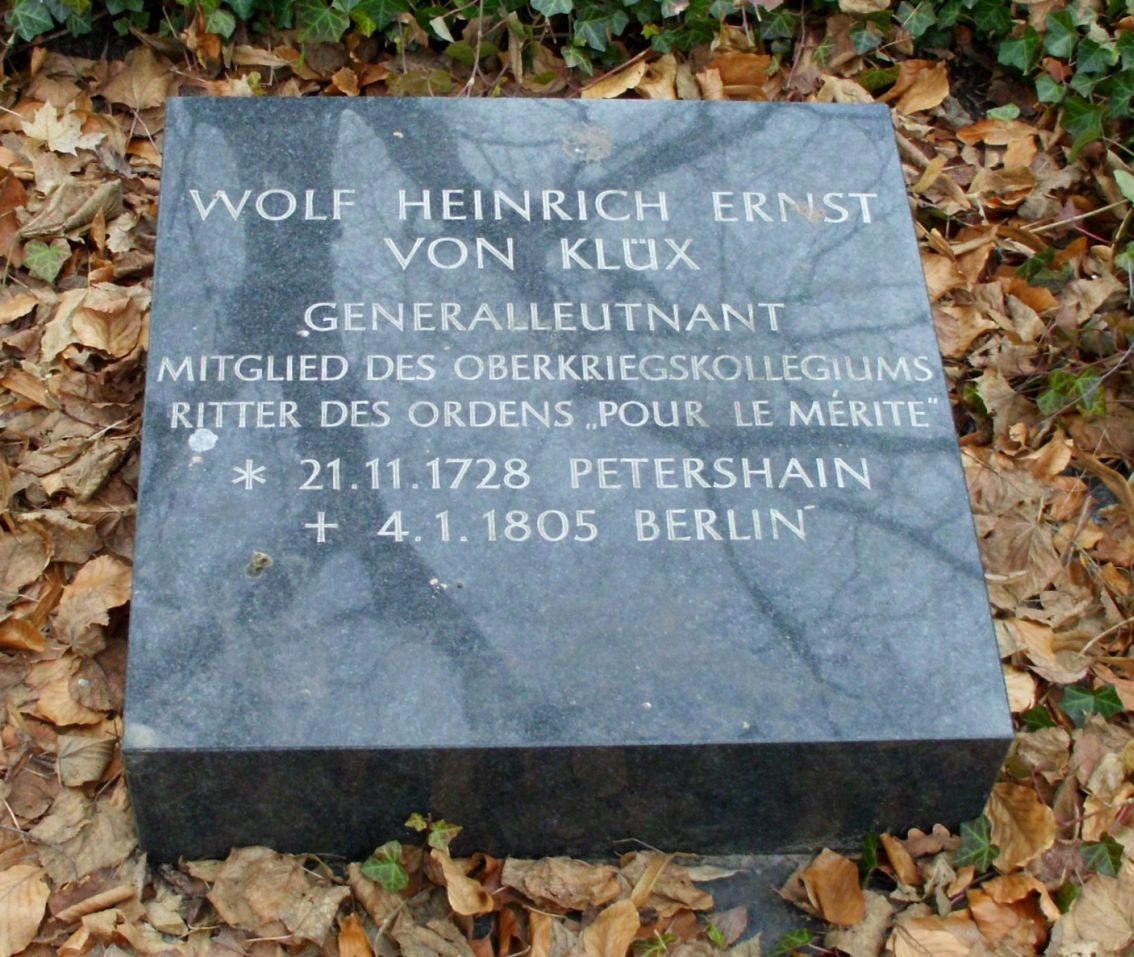
Wolf(gang) Heinrich Ernst von Klüx (1728–1805) Grabstelle auf dem Invalidenfriedhof, R002 Feld B

Wolfgang Heinrich Ernst von Klüx (* 21. November 1728 auf Gut Petershain; † 4. Januar 1805 in Berlin) war ein preußischer Generalleutnant und zuletzt Assessor im 7. Departement (Invalidenversorgung) des Oberkriegskollegiums.

## Leben

### Herkunft
Er war Angehöriger des Oberlausitzer Adelsgeschlecht Klüx und der Sohn von Wolf Gottlob von Klüx (1684–1757) und dessen Ehefrau Sophie Henriette, geborene von List (1690–1767) aus dem Hause Ober-Rengersdorf. Sein Vater war Erbherr auf Ober- und Nieder-Petershain, Ober- und Nieder-Qelsa, Leipgen, Förstgen und weiteren Gütern.

### Militärkarriere
Während des Zweiten Schlesischen Krieges war Klüx kursächsischer Kadett in Dresden. In der Schlacht bei Kesselsdorf geriet er in preußische Gefangenschaft. Nach dem Krieg wechselte er in preußische Dienste und kam im Januar 1746 als Gefreitenkorporal in das Infanterieregiment „Alt-Anhalt“. Am 23. Juli 1749 wurde er Fähnrich und am 27. August 1756 Sekondeleutnant. Im Siebenjährigen Krieg kämpfte Klüx in der Schlacht bei Lobositz und Prag, ferner bei den Belagerungen von Prag, Dresden, Schweidnitz sowie den Gefechten bei Züllichau, Adelsbach, Leutmannsdorf und Maißen. In der Zeit wurde er am 20. Oktober 1758 Premierleutnant und Generaladjutant bei General von Braun sowie am 24. Dezember 1760 Stabskapitän und am 22. Dezember 1761 Hauptmann und Kompaniechef.
Nach dem Krieg dauerte es bis zum 2. Februar 1776, bis er Major wurde. Am 6. Mai 1778 wurde Klüx zum Bataillonskommandeur ernannt und nahm dann 1778/79 am Bayrischen Erbfolgekrieg teil. Das Bataillon war Teil der Armee des Prinzen Heinrich. Am 22. Mai 1785 wurde er Oberstleutnant und am 20. Mai 1787 Oberst mit Patent vom 27. Mai 1787. Am 3. Juni 1788 stieg Klüx zum Regimentskommandeur auf. Bei einer Parade am 27. Mai 1789 erhielt er zudem den Orden Pour le Mérite. Am 7. September 1791 wurde er auf Grund seines Alters als Assessor in das 7. Departement (Invalidenversorgung) des Oberkriegskollegiums versetzt. Dafür erhielt er ein Gehalt von 2000 Talern. Klüx leistete dort gute Arbeit und am 1. Januar 1793 erfolgte seine Beförderung zum Generalmajor und am 27. Mai 1798 zum Generalleutnant. Dazu erhielt er am 5. August 1798 eine jährlich Zulage von 500 Talern (ab dem 1. September 1798). Klüx starb am 4. Januar 1805 in Berlin und wurde am 9. Januar 1805 auf dem Invalidenfriedhof beigesetzt.

### Familie
Klüx heiratete am 7. Juli 1767 in Glogau Luise Ferdinande von Zehmen genannt von Braun (1738–1789). Sie war eine Stieftochter des Generals August Wilhelm von Braun. Das Paar hatte mehrere Kinder, darunter:
- Franz Wilhelm Heinrich (*/† 1770)
- Henriette Wilhelmine Charlotte (* 1771) ⚭ 1792 Ernst Wilhelm von Fircks († 1816),[1] Kammerherr und Herr auf Vollstedt im Bereich Mansfeld, Eltern von Wilhelm von Fircks (1794–1862)
- Charlotte Karoline Christiane (* 1773) ⚭ 1798 Heinrich Nickisch von Roseneck (1773–1848), Kammerherr
- Joseph Friedrich Karl Leopold (1774–1816), preußischer Generalmajor ⚭ Johanna Auguste Vitzthum von Eckstedt (1787–1852)
- Franz Friedrich Karl Ernst (1776–1858), preußischer Generalleutnant ⚭ Charlotte von Clermont (1777–1868), Tochter von Johann Arnold von Clermont

In Anerkennung der Leistungen des Generals erhielt die älteste Tochter ab dem 8. Januar 1805 eine Pension von 150 Talern von König Friedrich Wilhelm III.